# François Braud
Pour les articles homonymes, voir Braud.
François Braud, né le 27 juillet 1986 à Pontarlier (Doubs), est un coureur français du combiné nordique, licencié au CS Chamonix et membre de l'équipe de France. Il est double champion du monde par équipes et deux fois médaillé mondial en individuel. Il prend part à aussi à quelques compétitions internationales de saut à ski.

## Biographie
Il fait partie de l'équipe de France militaire de ski et occupe le grade de caporal-chef. Depuis 2013, il est en relation avec la sauteuse à ski italienne Elena Runggaldier. En 2020, le couple se marie et au printemps 2021, le couple a un petit garçon. En 2023, le couple a un deuxième enfant.

## Carrière
En 2001, à Klingenthal, François Braud remporte l'épreuve individuelle des Jeux nordiques de l'OPA. Il fera de même un an plus tard à Autrans.
Sa carrière débute vraiment en 2002, où il est sélectionné pour les Championnats du monde juniors lors desquels il est médaillé d'argent dans l'épreuve de mass-start par équipes.
Il fait ses débuts en Coupe du monde en décembre 2005 à Kuusamo. C'est à l'occasion de sa sixième course à ce niveau qu'il marque ses premiers points (il termine 16e à Ramsau am Dachstein). Plus tard dans la saison, il est titré en individuel lors des Championnats du monde juniors puis participe les jours suivants aux Jeux olympiques d'hiver à Turin, terminant cinquième dans l'épreuve par équipes et quarante-deuxième en individuel. En 2007, il prend part à ses premiers Championnats du monde. L'hiver 2008-2009 voit François Braud se rapprocher des podiums avec quatre courses achevées dans le top 10 dont deux sixièmes positions à Vikersund en fin de saison, obtenant ainsi que son meilleur classement mondial actuel, quinzième.
En 2010, il connaît sa deuxième expérience olympique aux Jeux de Vancouver, terminant quatrième dans l'épreuve par équipes. Le 14 janvier 2011, il monte sur son premier podium en Coupe du monde lors de l'épreuve par équipes de Seefeld (troisième).
Lors Championnats du monde 2011, il se classe neuvième du Gundersen en grand tremplin améliorant son meilleur résultat individuel jusque-là (dixième en 2009) et une nouvelle fois quatrième dans la compétition par équipes. En février 2012, il atteint son meilleur classement individuel jusqu'alors : lors du Gundersen de Klingenthal, il termine quatrième à une seconde du troisième.
En février 2013, il remporte la médaille d'or du relais lors des Championnats du monde à Val di Fiemme en Italie grâce à un dernier relais de haut niveau de son équipier Jason Lamy-Chappuis.
En 2014, qualifié pour ses troisièmes Jeux olympiques, il échoue de nouveau au quatrième rang dans l'épreuve de relais avec Maxime Laheurte, Sébastien Lacroix et Jason Lamy-Chappuis tandis qu'il se classe treizième dans l'individuel grand tremplin. Le 8 mars 2014, Braud décroche son premier podium individuel en Coupe du monde à Oslo en terminant troisième, après avoir gagné la manche de saut à ski.
En parallèle de sa carrière en combiné nordique, il a pris part à quelques compétitions de saut à ski, comme la Coupe continentale ou encore les Championnats du monde junior en 2003 et 2004. Il gagne le titre de champion de France par équipes en 2009 avec Team Mont Blanc. Il est aussi présent sur une épreuve par équipes de la Coupe du monde de saut à ski en mars 2011.

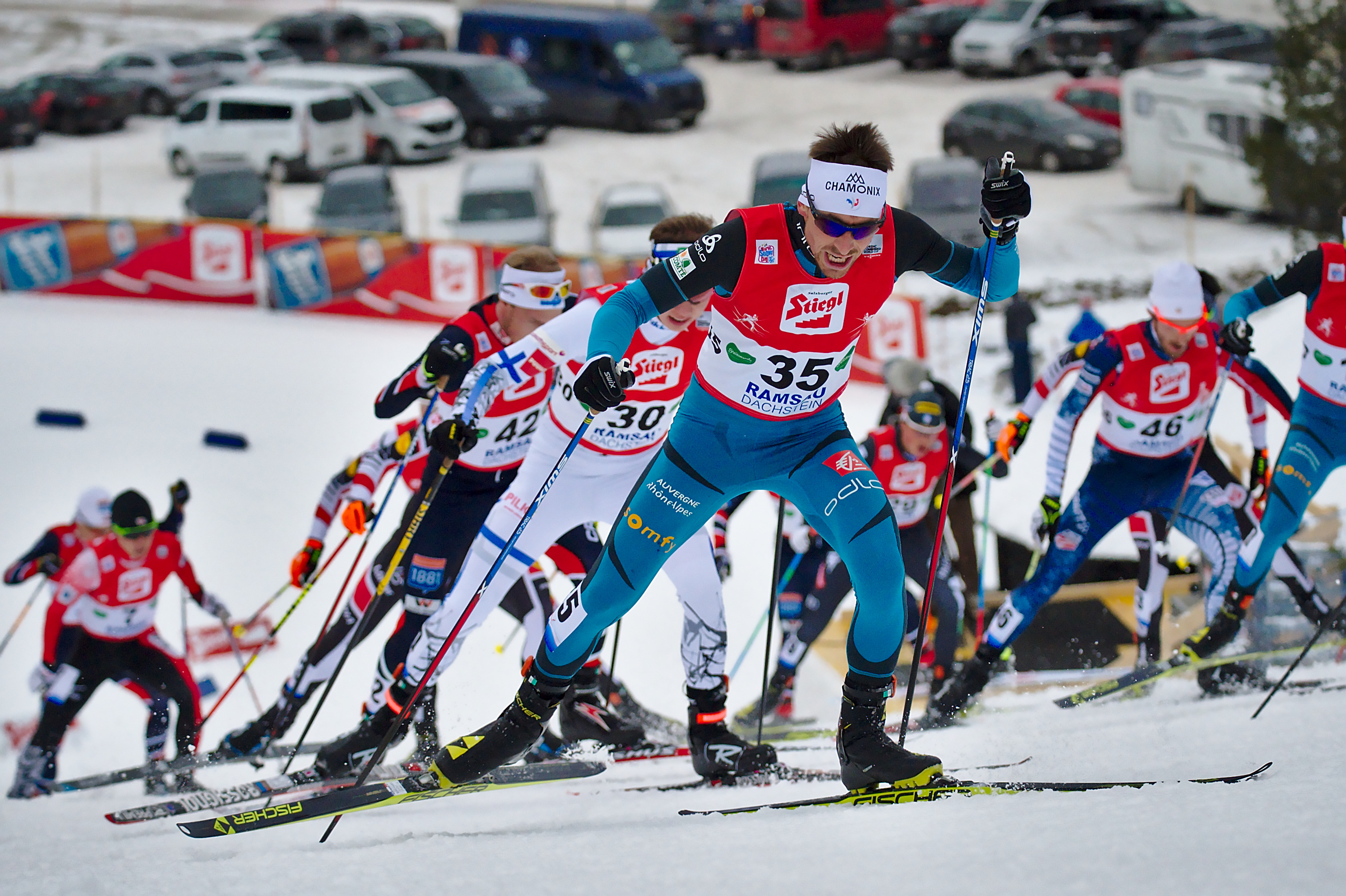
Braud à Ramsau en 2016

En février 2015, il participe aux Championnats du monde à Falun. Il repart de Suède avec trois médailles : une en bronze avec le relais par équipe et une en argent sur l'épreuve individuelle au grand tremplin. Après avoir mené une rapide course de fond en compagnie de Bernhard Gruber et de son compatriote Jason Lamy-Chappuis, François Braud a su se maintenir en tête pour terminer second et échouer à seulement 11 secondes et 9 centièmes de la victoire.
Le 28 février 2015, associé à Jason Lamy-Chappuis, François Braud remporte, le relais après avoir gagné le concours de saut. Les deux compères ont mené la course de fond et ont réussi à maintenir l'écart avec l'équipe d'Allemagne qui termine seconde et la Norvège troisième. Ils marquent ainsi l'histoire du combiné nordique français.
Braud aborde la saison saison 2015-2016 comme chef de file de l'équipe de France à la suite de la retraite de Lamy-Chappuis. Pour cela, il profite de l'intersaison pour travailler son point faible : le ski de fond, et notamment les derniers kilomètres d'une Gundersen.
Il est champion de France de combiné nordique 2016.
Lors des Championnats du monde de Lahti en 2017, il remporte la médaille de bronze sur l'épreuve sur grand tremplin.
Lors des Jeux olympiques de Pyeongchang, il termine à la quinzième place lors de l'épreuve de l'individuel sur grand tremplin.
François Braud met un terme à sa carrière à la fin de la saison 2018-2019. Son dernier résultat est un titre de champion de France de combiné nordique. Après sa carrière, François Braud intègre le Groupe militaire de haute montagne en tant que responsable logistique.

## Palmarès

### Jeux olympiques d'hiver
| Épreuve / Édition   | Individuel     | Individuel            | Par équipes Grand tremplin |
| Épreuve / Édition   | Petit tremplin | Sprint Grand tremplin | Par équipes Grand tremplin |
| JO 2006 Turin       | 42e            | -                     | 5e                         |
| Épreuve / Édition   | Individuel     | Individuel            | Par équipes Grand tremplin |
| Épreuve / Édition   | Petit tremplin | Grand tremplin        | Par équipes Grand tremplin |
| JO 2010 Vancouver   | 34e            | 14e                   | 4e                         |
| JO 2014 Sotchi      | 20e            | 13e                   | 4e                         |
| JO 2018 Pyeongchang | 15e            | 15e                   | 5e                         |

### Championnats du monde
| Épreuve / Édition           | Individuel     | Individuel            | Par équipes Grand tremplin | Par équipes Grand tremplin |
| Épreuve / Édition           | Petit tremplin | Sprint Grand tremplin | Par équipes Grand tremplin | Par équipes Grand tremplin |
| Mondiaux 2007 Sapporo       | 30e            | 20e                   | 6e                         | 6e                         |
| Épreuve / Édition           | Individuel     | Individuel            | Individuel                 | Par équipes Relais         |
| Épreuve / Édition           | Petit tremplin | Grand tremplin        | Départ en ligne            | Par équipes Relais         |
| Mondiaux 2009 Liberec       | 12e            | 14e                   | 10e                        | 4e                         |
| Épreuve / Édition           | Individuel     | Individuel            | Par équipes                | Par équipes                |
| Épreuve / Édition           | Petit tremplin | Grand tremplin        | Petit tremplin Relais      | Grand tremplin Relais      |
| Mondiaux 2011 Oslo          | 20e            | 9e                    | 5e                         | 4e                         |
| Épreuve / Édition           | Individuel     | Individuel            | Par équipes                | Par équipes                |
| Épreuve / Édition           | Petit tremplin | Grand tremplin        | Grand tremplin Sprint      | Petit tremplin Relais      |
| Mondiaux 2013 Val di Fiemme | 36e            | 19e                   | -                          | Or                         |
| Mondiaux 2015 Falun         | 13e            | Argent                | Or                         | Bronze                     |
| Mondiaux 2017 Lahti         | 6e             | Bronze                | 5e                         | 7e                         |
| Mondiaux 2019 Seefeld       | 23e            | 27e                   | -                          | 6e                         |

### Coupe du monde
- Son meilleur classement général est 12e, obtenu en 2015 et aussi en 2017.
- 2 podiums individuels : 1 deuxième place et 1 troisième place.
- 9 podiums par équipes.

#### Classements en Coupe du monde
| Année     | Classement général final |
| 2005-2006 | 39e                      |
| 2006-2007 | 34e                      |
| 2007-2008 | 35e                      |
| 2008-2009 | 15e                      |
| 2009-2010 | 30e                      |
| 2010-2011 | 19e                      |
| 2011-2012 | 23e                      |
| 2012-2013 | 22e                      |
| 2013-2014 | 20e                      |
| 2014-2015 | 12e                      |
| 2015-2016 | 14e                      |
| 2016-2017 | 12e                      |
| 2017-2018 | 17e                      |
| 2018-2019 | 28e                      |

### Coupe continentale
Il remporte une victoire à Klingenthal en janvier 2018.

### Championnats du monde junior
- Médaille d'or en Gundersen en 2006.
- Médaille d'argent du relais en 2002 et 2005.
- Médaille de bronze du relais en 2003.

### Grand Prix
- 1 podium individuel.